# Râul Fântânița, Chilbucuț
Râul Fântânița este un curs de apă, afluent al râului Chilbucuț. 

## Hărți
- Harta județului Bistrița-Năsăud